# Amphilepis ingolfiana
Amphilepis ingolfiana is een slangster uit de familie Amphilepididae.
De wetenschappelijke naam van de soort werd in 1933 gepubliceerd door Theodor Mortensen.